# Mulberry Commons

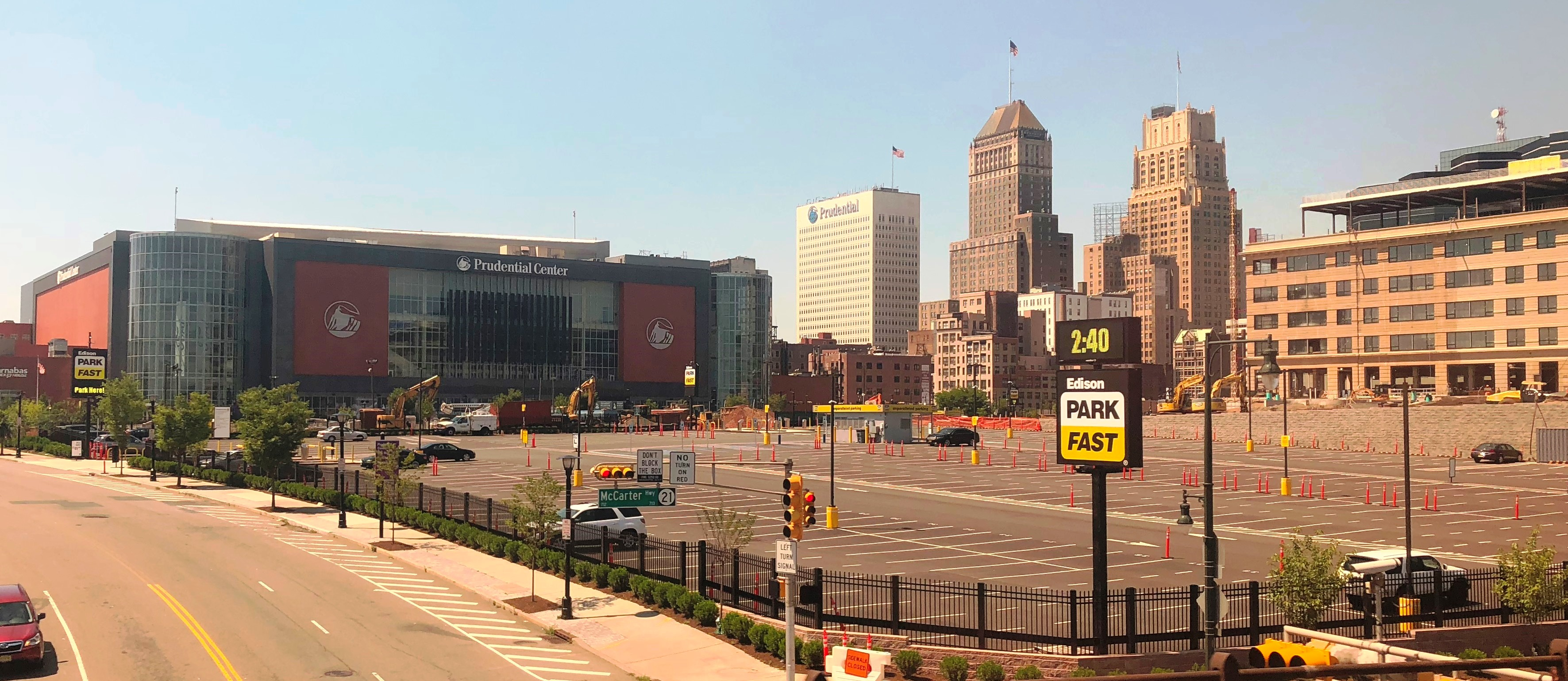
Sitio de Mulberry Commons y Ironside Newark (2018)

Mulberry Commons es un parque público en el centro de Newark, en el estado de Nueva Jersey (Estados Unidos). Se propuso por primera vez en 2005 para ser la pieza central de 9 ha del centro de la ciudad rodeado por Gateway Center, Newark Penn Station, Government Center y el estadio Prudential Center, de 19 000 asientos. La ciudad había adquirido la escritura del terreno del parque junto con la construcción de la arena, pero el proyecto no se había desarrollado más.
En marzo de 2016, el alcalde Ras J. Baraka anunció una solicitud de propuesta para el diseño del parque. Una ceremonia oficial de inauguración tuvo lugar el 2 de octubre de 2017, y la inauguración oficial de la primera fase del parque tuvo lugar el 30 de mayo de 2019. Incluye una plaza de la ciudad de 1 ha. La Fase 2 del parque contempla una pasarela de 805 m sobre la McCarter Highway y el Northeast Corridor con acceso directo a las plataformas del tren en Penn Station. Conectará con el vecindario de Ironbound y un enlace con Newark Riverfront Park.
El área alrededor de Mulberry Commons, en gran parte propiedad de Edison Properties, será desarrollada por la compañía y otros socios, convirtiendo inicialmente el Newark Warehouse Building en un espacio comercial y minorista llamado Ironside Newark.

## Adquisición de sitios y terrenos

Vías de New Jersey Central cruzadas sobre el antiguo Ferrocarril de Pensilvania, que ahora corresponden a las vías del Corredor Noreste de Amtrak NJ Transit

### Barrio Chino
El parque está cerca de lo que alguna vez fue el corazón del Barrio Chino a principios del siglo XX. Solo varios cientos de chinos permanecen en el área inmediata de lo que alguna vez fueron miles.

### Ferrocarril central de Nueva Jersey
Anteriormente, el sitio era el patio ferroviario de la terminal occidental del Estación Central de Nueva Jersey del Ferrocarril de Newark y Nueva York hasta que se interrumpió el servicio y se utilizó como estacionamiento operado por Edison Park Fast Operations, que posee numerosos lotes en la ciudad.

### Parque triangular
El parque originalmente se llamaba Triangle Park. El sitio es una parcela de aproximadamente 1 ha en forma de triángulo. Está situado dentro del bloque más grande delimitado por Edison Place, Lafayette Street, McCarter Highway y Mulberry Street. La ciudad adquirió el terreno para la arena y el parque bajo los auspicios de la Corporación de Reurbanización del Núcleo del Centro de Newark (NDCRC) por unos 9,4 millones de dólares en una serie de transacciones complejas de compra y transferencia con los propietarios José López (un destacado restaurador local) y Edison Properties. La NDCRC se disolvió en abril de 2011 en medio de acusaciones de mala gestión. El terreno fue transferido a la Autoridad de Vivienda de Newark en febrero de 2015.

## Propuestas de parques

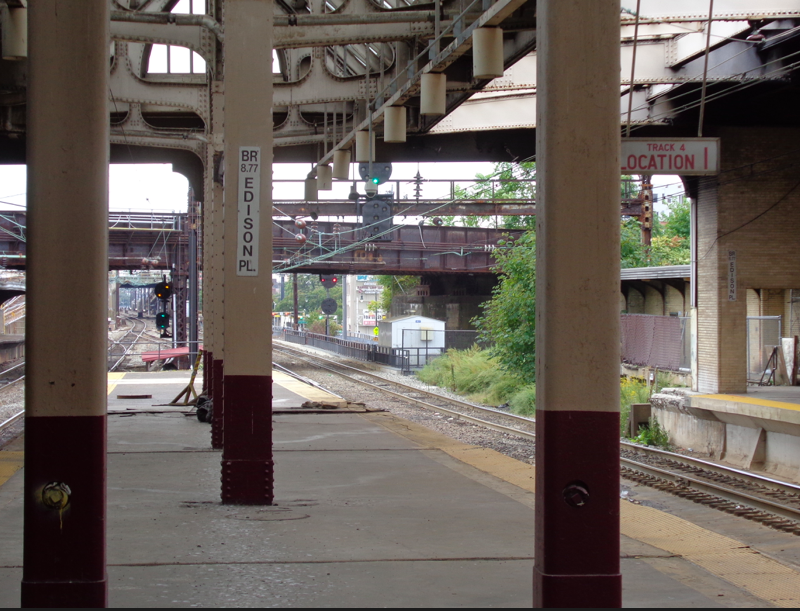
El antiguo puente CNJ sobre el NEC en Penn Station conectaría el parque con las plataformas y el Ironbound y, finalmente, Newark Riverfront Park

Primero se propuso que el espacio fuera una plaza para los nuevos edificios residenciales y comerciales en el distrito alrededor del Prudential Center.
Edison Properties, que posee sitios de desarrollo en la periferia del parque propuesto, tenía acuerdos previos con la ciudad y proponía más un parque pasivo con espacio abierto. Promovió la adaptación del antiguo puente CNJ de pasarela peatonal sobre McCarter Highway, las vías del tren del Corredor Noreste al sur de la Estación Pensilvania y de la avenida NJ Railroad al vecindario Ironbound, con un cronograma proyectado de 2007 y un costo estimado entre 40 y 60 millones de dólares.
En febrero de 2015, el Concejo Municipal de Newark escuchó propuestas para el desarrollo del parque, que cambiarían la visión original del parque y los posibles interesados. La ciudad había optado por trabajar con Boraie Development (desarrolladores de 50 Rector Park), que tenía una propuesta que incluía instalaciones comerciales y de entretenimiento. Según el alcalde Ras J. Baraka, el costo anual para la ciudad del mantenimiento de un parque destinado a la recreación pasiva de 11 612 m² sería de 200 000 y 300 000 dólares. Baraka afirmó que era "un terreno muy valioso" y que debería proceder con las tasas.
En marzo de 2016, la ciudad anunció un nuevo plan para construir un parque público de 2,5 acres y un puente peatonal de 805 m con una conexión directa a las plataformas del tren en Estación Pensilvania que termina en un parque en Ironbound llamado así por Peter Francisco. Edison Properties, así como otras partes interesadas, incluidos el Prudential Center, los New Jersey Devils y J&L Parking Corporation, han contribuido con fondos y supervisarán el desarrollo de la superficie restante para usos comerciales y residenciales.

## Desarrollo comercial
El Newark Warehouse Building, un hito de Newark de 1907, también conocido como el Central Graphic Arts Building, está ubicado entre el lado noreste del sitio del parque y Edison Place. El primer proyecto comercial es la transformación del edificio en Ironside Newark, siguiendo un diseño de Perkins Eastman. M&M Mars-Wrigley firmó un contrato de arrendamiento en 2017 por varios pisos en el edificio para oficinas. Algunos empleados serán reubicados aquí desde su sede en Chicago. Edison Properties también ubicará allí su sede. Dos bufetes de abogados destacados también se han comprometido.
La Autoridad de Estacionamiento de la Ciudad de Newark está construyendo una plataforma de estacionamiento de cinco pisos con 515 espacios con espacio comercial en la planta baja, una cafetería con asientos al aire libre y oficinas para albergar la agencia en la intersección de las calles Mulberry y Green.
777 McCarter Highway es una propuesta de 33 pisos, 130 m edificio residencial alto y exclusivo diseñado por Beyer Blinder Belle aprobado por la ciudad en 2018.